# 7256 Bonhoeffer
A 7256 Bonhoeffer (ideiglenes jelöléssel 1993 VJ5) a Naprendszer kisbolygóövében található aszteroida. Freimut Börngen fedezte fel 1993. november 11-én.